# حلاقة (ماهلية)

تعديل مصدري - تعديل

حلاقة هي إحدى قرى عزلة حلاقة ال حسين بمديرية ماهلية التابعة لمحافظة مأرب، بلغ تعداد سكانها 678 نسمة حسب تعداد اليمن لعام 2004.